# Hrabstwo Clay (Kansas)

Piramida wieku hrabstwa

Hrabstwo Clay (ang. Clay County) – hrabstwo w Stanach Zjednoczonych, w stanie Kansas. Według danych z 2006 roku hrabstwo miało 8625  mieszkańców. Nazwa Hrabstwa pochodzi od Henry’ego Claya. Hrabstwo należy do nielicznych hrabstw w Stanach Zjednoczonych należących do tzw. dry county, czyli hrabstw gdzie decyzją lokalnych władz obowiązuje całkowita prohibicja.

## Miasta
- Clay Center
- Wakefield
- Clifton
- Morganville
- Green
- Longford
- Vining
- Oak Hill

## Sąsiednie Hrabstwa
- Hrabstwo Washington
- Hrabstwo Riley
- Hrabstwo Geary
- Hrabstwo Dickinson
- Hrabstwo Ottawa
- Hrabstwo Cloud

## Drogi główne
- U.S. Route 24
- Kansas Highway 15
- Kansas Highway 82